# Концерт (фільм, 1921)
Концерт (англ. The Concert) — американська комедійна мелодрама режисера Віктора Шерцінгера 1921 року.

## Сюжет
Піаніст, романтичний кумир багатьох жінок, розважається далеко від своєї дружини. Чоловік спокушеної жінки зустрічається з дружиною піаніста, і всі чотири прикидаються задоволеними новим відносинам.

## У ролях
- Льюїс Стоун — Августус Мартінот
- Мертл Стедман — Мері Мартінот
- Реймонд Гаттон — доктор Гарт
- Мейбл Жюльєнна Скотт — Дельфіна Гарт
- Гертруда Естор — Єва
- Расс Пауелл — Поллінжер
- Лідія Йеменс Тітус — місіс Поллінжер
- Френсіс Голл — секретарка
- Луї Чунг — китайський слуга
- Рамон Новарро